# 젠더 변이
젠더 변이(gender variance) 또는 젠더 비관행(gender nonconformity) 또는 젠더 비순응은 젠더 이분법에 맞지 않는 젠더표현을 하는 사람들이다. 젠더 체계에 대한 도전으로 여겨져 차별을 받기도 한다.

## 같이 보기
- 젠더 이분법
- 성별 불쾌감
- 남성성
- 제3의 성
- 트랜스포비아